# Foussarde
Die Foussarde ist ein Fluss in Frankreich, der im Département Eure-et-Loir in der Region Centre-Val de Loire verläuft. Sie entspringt in der Landschaft Perche, im Regionalen Naturpark Perche, im Gemeindegebiet von Argenvilliers, entwässert generell Richtung Ost und mündet nach rund 31 Kilometern an der Gemeindegrenze von Saint-Avit-les-Guespières und Dangeau als rechter Nebenfluss in den Loir.

## Orte am Fluss
- La Croix-du-Perche
- Frazé
- Vieuvicq